# Język rajong
Język rajong, także razong – język austronezyjski używany w prowincji Małe Wyspy Sundajskie Wschodnie we wschodniej Indonezji, w centralnej części wyspy Flores. Według danych z 2010 roku posługuje się nim 6 tys. osób.